# إندر ألكان
إندر ألكان (بالتركية: Ender Alkan)‏ هو لاعب كرة قدم تركي في مركز الوسط، ولد في 2 يناير 1977 في زارة ‏ في تركيا. شارك مع منتخب تركيا تحت 21 سنة لكرة القدم. أما مع النوادي، فقد لعب مع أنقرة غوجو وبورصة سبور ودينيزلي سبور ونادي قاسم باشا.

## وصلات خارجية
- إندر ألكان على موقع اتحاد تركيا (لاعب) (الإنجليزية)
- إندر ألكان على موقع اتحاد تركيا (مدرب) (الإنجليزية)
- إندر ألكان على موقع قاعدة بيانات كرة القدم.إي يو (الإنجليزية)
- إندر ألكان على موقع عالم كرة القدم.نت (الإنجليزية)